# Nicolas Pallois
Nicolas Pallois, född 19 september 1987, är en fransk fotbollsspelare (försvarare) som spelar för Nantes. Han har tidigare spelat för Quevilly, Valenciennes, Laval, Chamois Niortais och Bordeaux.